# Лисья балка (памятник природы)
Лисья балка — часть Приазовского национального природного парка (с 2010 года), ботанический памятник природы местного значения (1982—2010 гг.), расположенный на территории Бердянского района (Запорожская область, Украина). Статус памятника природы присвоен 22 сентября 1982 года. Площадь — 3 га. Управляющая организация заказника — Министерство экологии и природных ресурсов Украины, ранее Дмитровский сельсовет.

## История
Статус памятника природы был присвоен решением Запорожского областного исполнительного комитета от 22 сентября 1982 года № 431. Заказник вошёл в состав (заповедной зоны) Приазовского национального природного парка, созданного 10 февраля 2010 года указом президента Украины Виктора Ющенко № 154/2010.

## Описание
Статус памятника природы присвоен с целью охраны, сохранения, возобновления и рационального использования природных комплексов северо-западного побережья Азовского моря.
Занимает нижнюю часть Лисьей балки, которая впадает в Азовское море, — на территории Азовского и Дмитровского сельсоветов за границами населенных пунктов, западнее села Азовского (Луначарского), между балками Петровской и Каменной. Лисья балка — одна из многочисленных балок, расчленяющих береговую линию Азовского моря. Верховье, представленное двумя рукавами, находится вне природоохранного объекта (занято сельскохозяйственными землями). Длина балки 0,7 км, ширина, согласно топографической карте, — 19 м; высота над уровнем моря местности верховья балки 40-45 м; крутизна склонов балки — 20-22°.

## Природа
Природа вокруг балки представлена небольшой полосой целинной степи, где с ботанической точки зрения представляет ценность такая типичная для этого биома растительность, как ковыль Лессинга и костёр безостый. Также здесь встречаются шалфей луговой и шалфей поникающий.

## Галерея

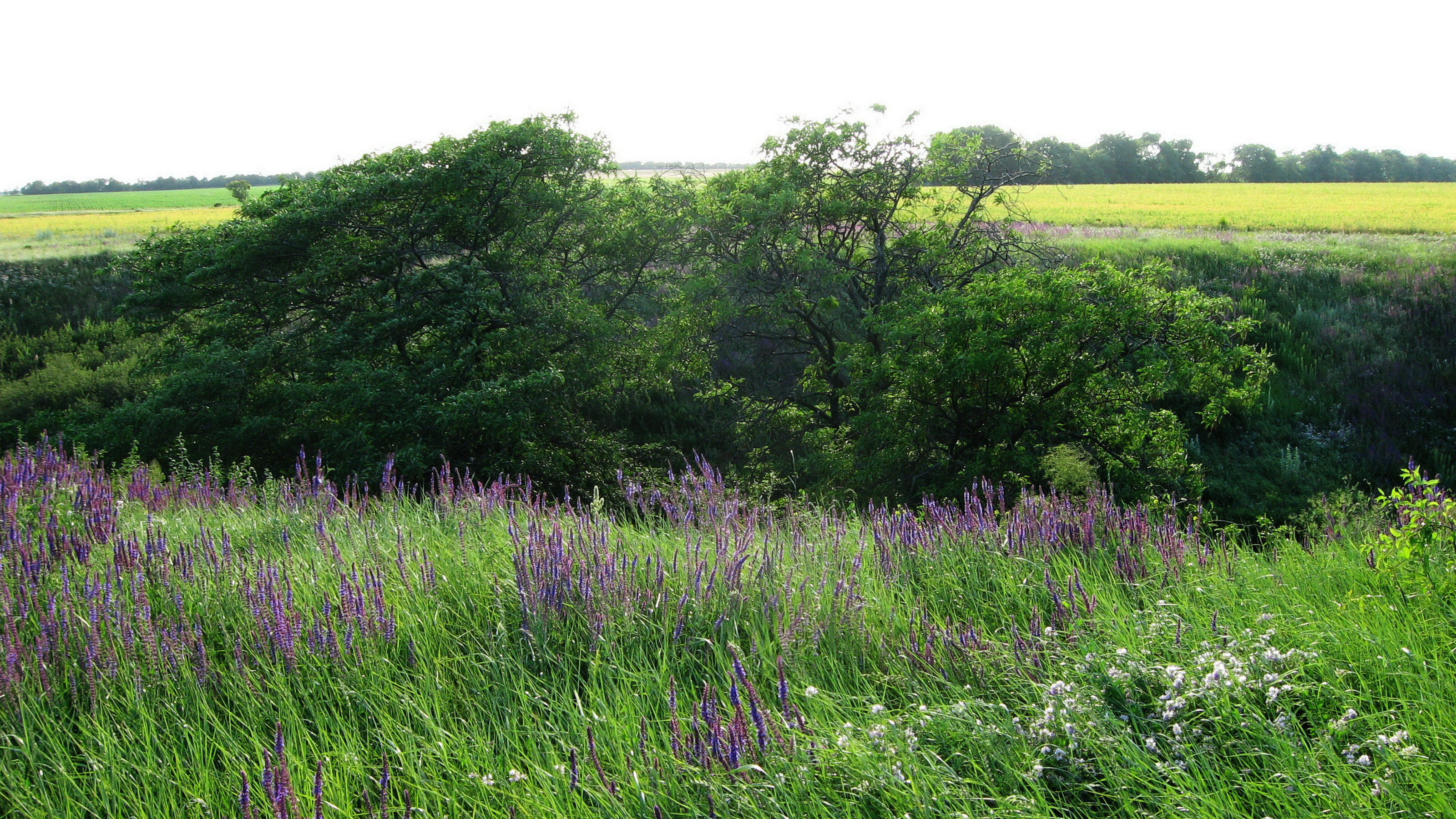
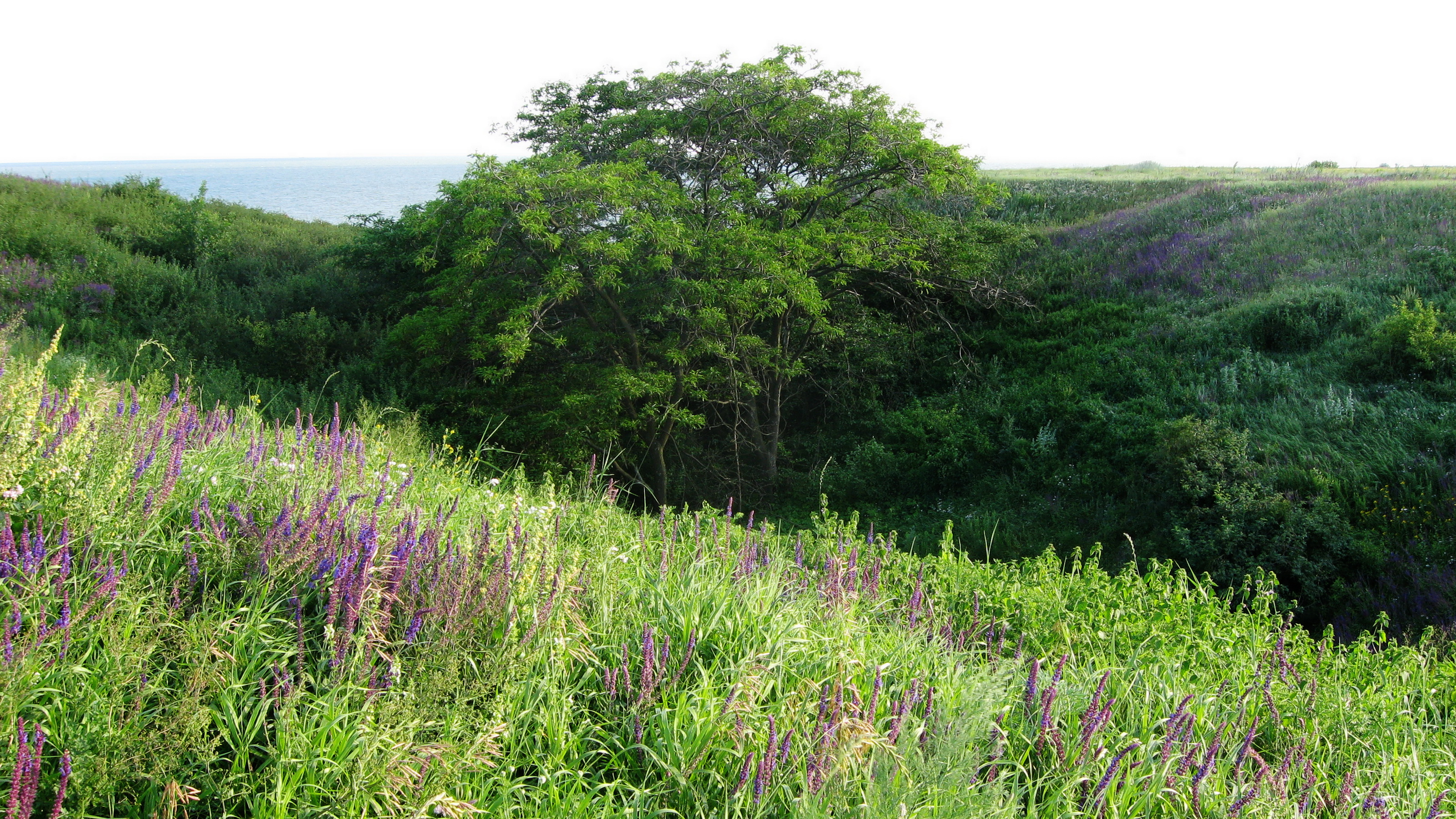